# Абляй Шамиль
Абляй Шамиль  (псевдоним — Чонгарлы; 1900, Камаджи — 1942, Крым) — советский писатель и педагог, писавший на крымскотатарском языке. Погиб в годы Великой Отечественной войны.

## История
Родился в 1900 году в селе Камаджи Ак-Шеихской волости Таврической губернии (сейчас — Джанкойский район). Учился в семилетней школе, после чего поступил в педагогический техникум, который окончил в 1925 году. Обучался в Казанском государственном университете.
В 1930 году начал учительствовать. Преподавал в девятилетней образцово-показательной крымскотатарской школе № 13 в Симферополе. В 1930-е годы являлся заместителем директора по учебной работе в крымскотатарской школе-интернате № 12 (по другим данным работал там директором). Параллельно с учительской деятельностью публиковал статьи по педагогике, языкознанию, методике преподавания и художественные рассказы. Публиковался под псевдонимом «Чонгарлы» (Чонгарский). В 1920 году газете «Dobrugea» опубликовал своё стихотворение стихотворение «Yoqsul Köyli».
В годы Великой Отечественной войны являлся членом подпольной организации в оккупированном нацистами Крыму. Абляй Шамиль был раскрыт и расстрелян сотрудниками Гестапо в 1942 году. В 1970 году его произведения были напечатаны в Ташкенте в сборнике «Он экилернинъ хатиреси» («Память о двенадцати»).